# П'єве-Вергонте
П'єве-Вергонте, П'єве-Верґонте (італ. Pieve Vergonte, п'єм. La Piev e Vergont) — муніципалітет в Італії, у регіоні П'ємонт,  провінція Вербано-Кузіо-Оссола.
П'єве-Вергонте розташовані на відстані близько 570 км на північний захід від Рима, 115 км на північний схід від Турина, 22 км на захід від Вербанії.
Населення — 2610 осіб (2014).
Щорічний фестиваль відбувається 22 січня. Покровитель — SS Vincenzo ed Anastasio.

## Демографія
Населення за роками:

Станом на 1 січня 2023 року в муніципалітеті офіційно проживало 59 іноземців з 12 країн, серед них 13 громадян країн Євросоюзу та 23 громадяни України.

## Сусідні муніципалітети
- Анцола-д'Оссола
- П'єдімулера
- Премозелло-Кьовенда
- Вогонья